# 馬鞍山遊樂場

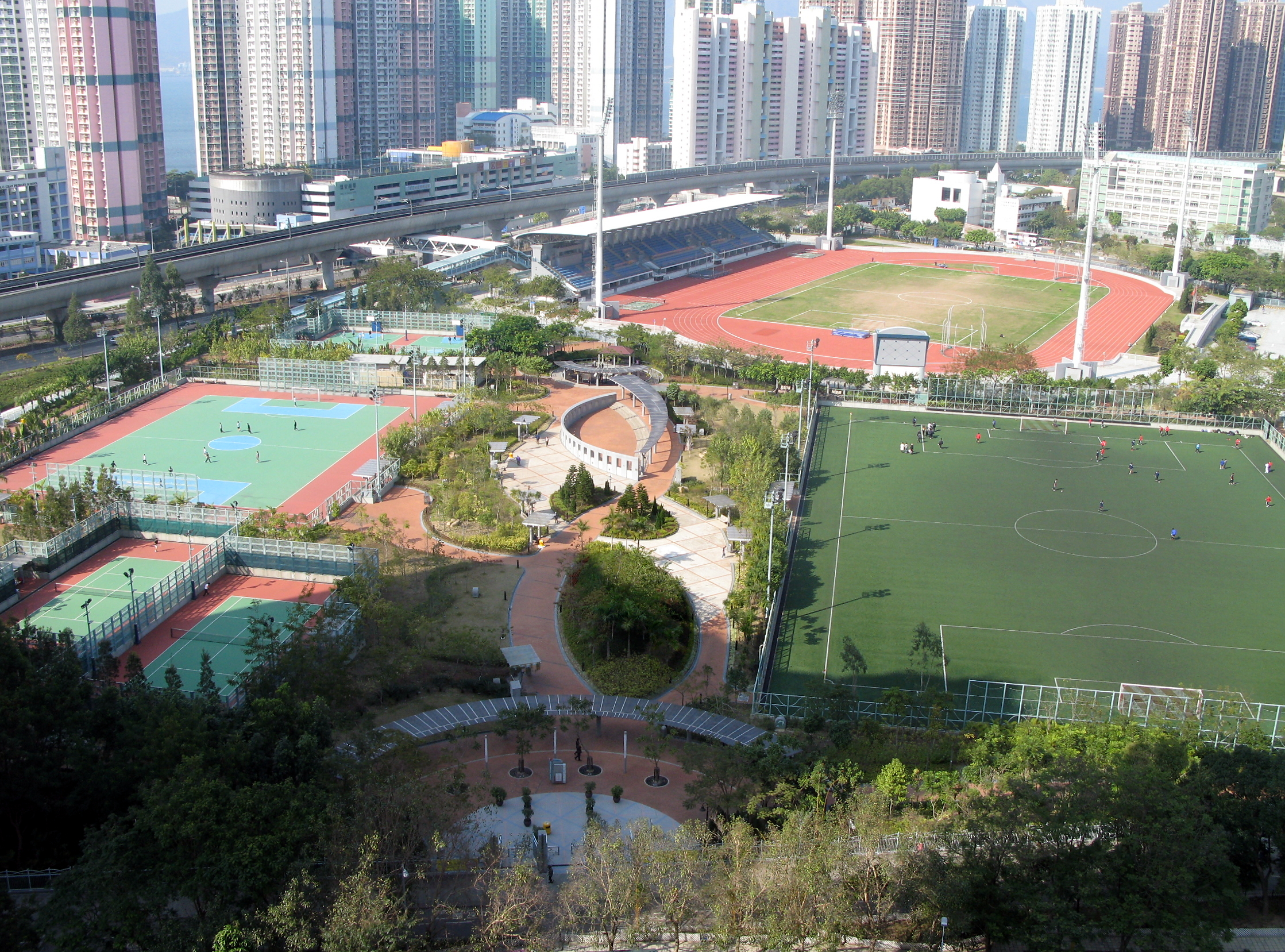
馬鞍山遊樂場

馬鞍山遊樂場（英語：Ma On Shan Recreation Ground）位於香港沙田馬鞍山恆康街1號，計劃初期稱為「馬鞍山運動場－第2期」，區內居民多數稱大公園（與馬鞍山公園作區分），2002年10月展開建造工程，耗資約1億520萬元，於2004年10月11日開放啟用。毗連馬鞍山運動場，佔地4.1公頃，是馬鞍山區內首個康文署轄下設有多種戶外球類設施的遊樂場地。香港學界體育聯會沙田及西貢區中學分會經常於此舉行不同學界比賽。

## 設施
馬鞍山遊樂場設有一個11人人造草地足球場、一個加塗有色保護層的七人小型足球場、兩個室外網球場、兩個室外籃球場及一幅可用作門球場的草坪。除廣植花卉樹木的園景設施外，其他設施包括兒童遊樂場，長者健身設施、太極場及卵石徑，輔助設施包括一個管理處、更衣室、廁所、貯物間和緊急車輛通道，總樓面面積為1,080平方米。

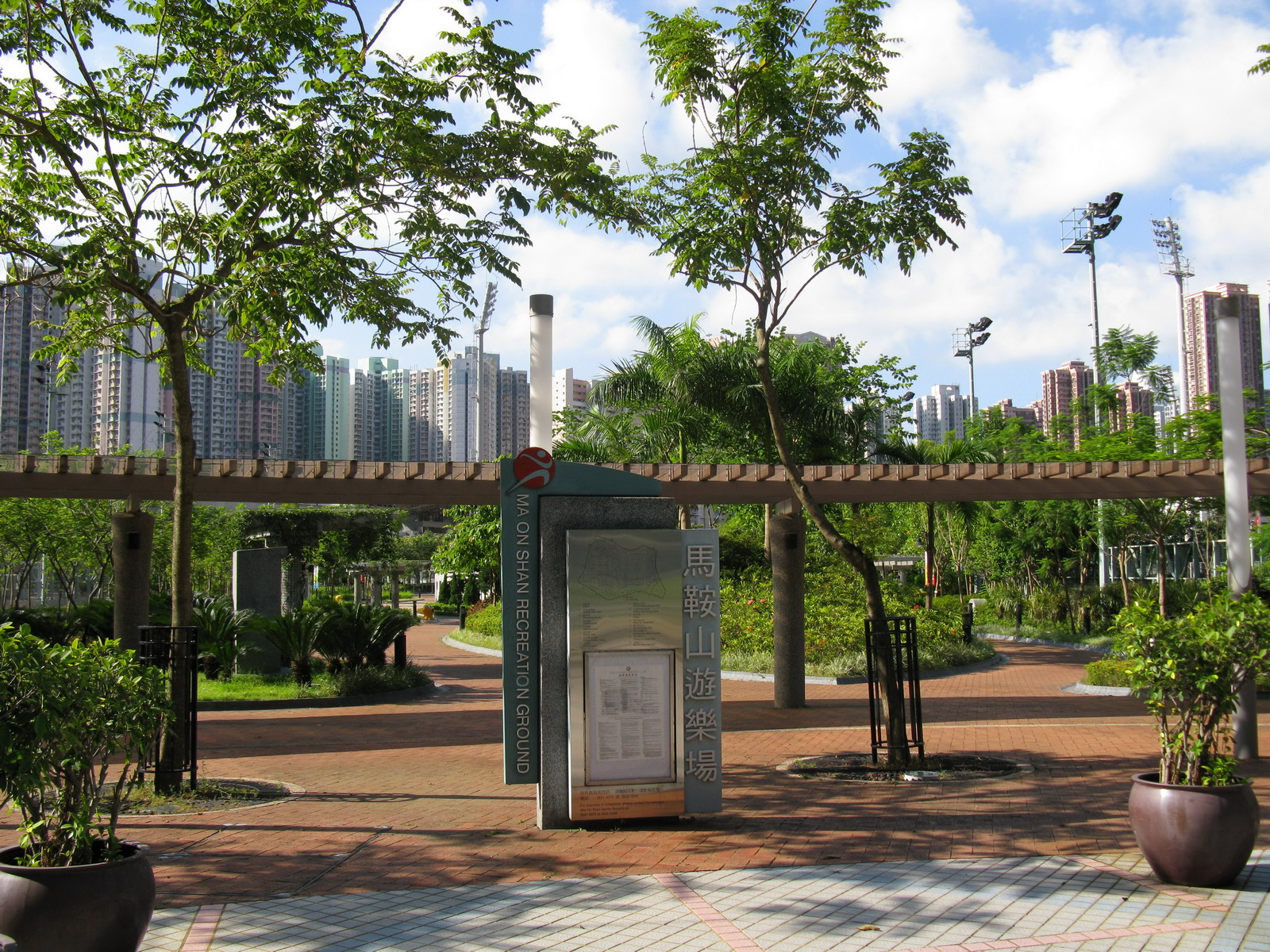
馬鞍山遊樂場入口
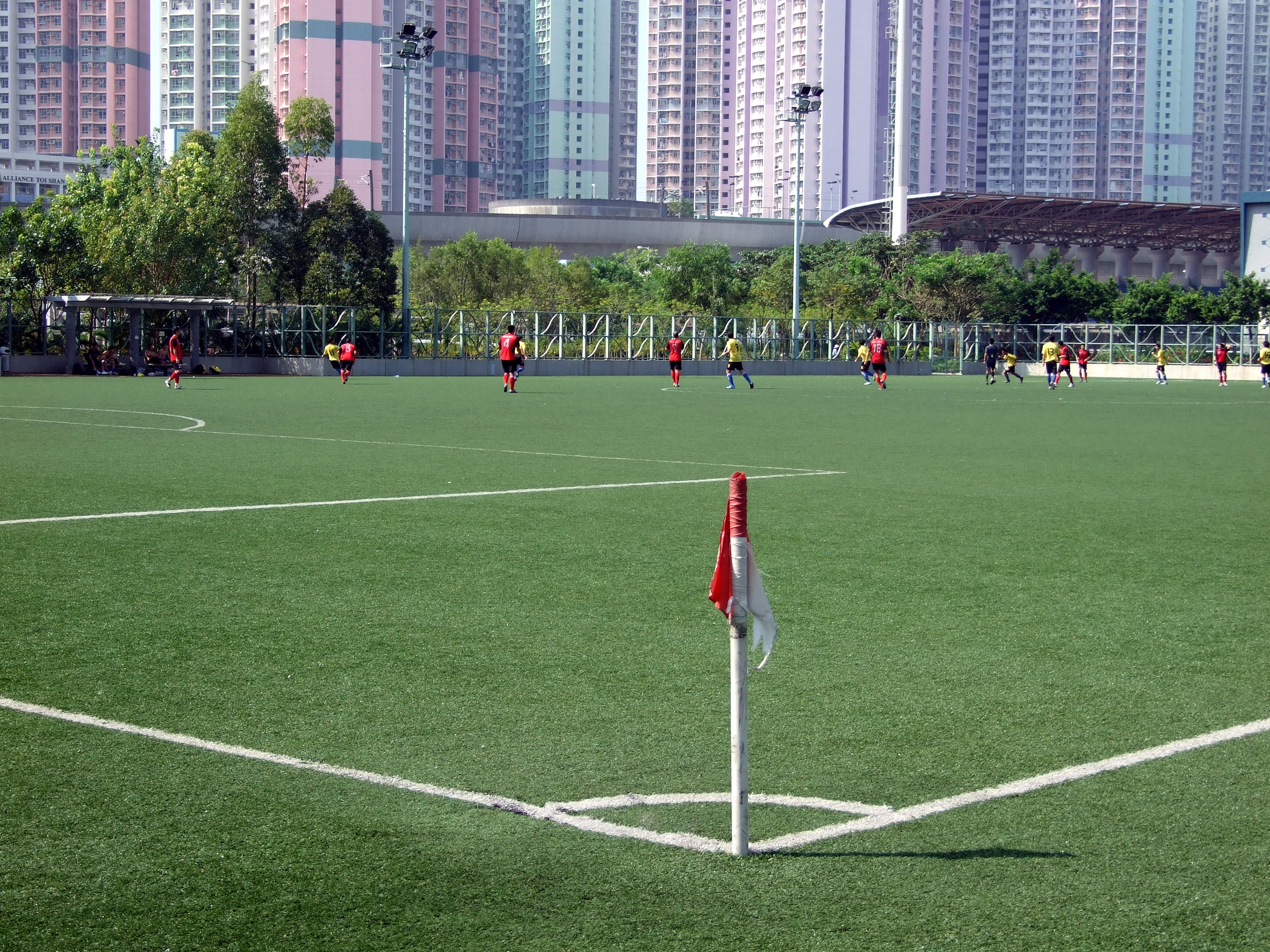
11人仿真草地足球場
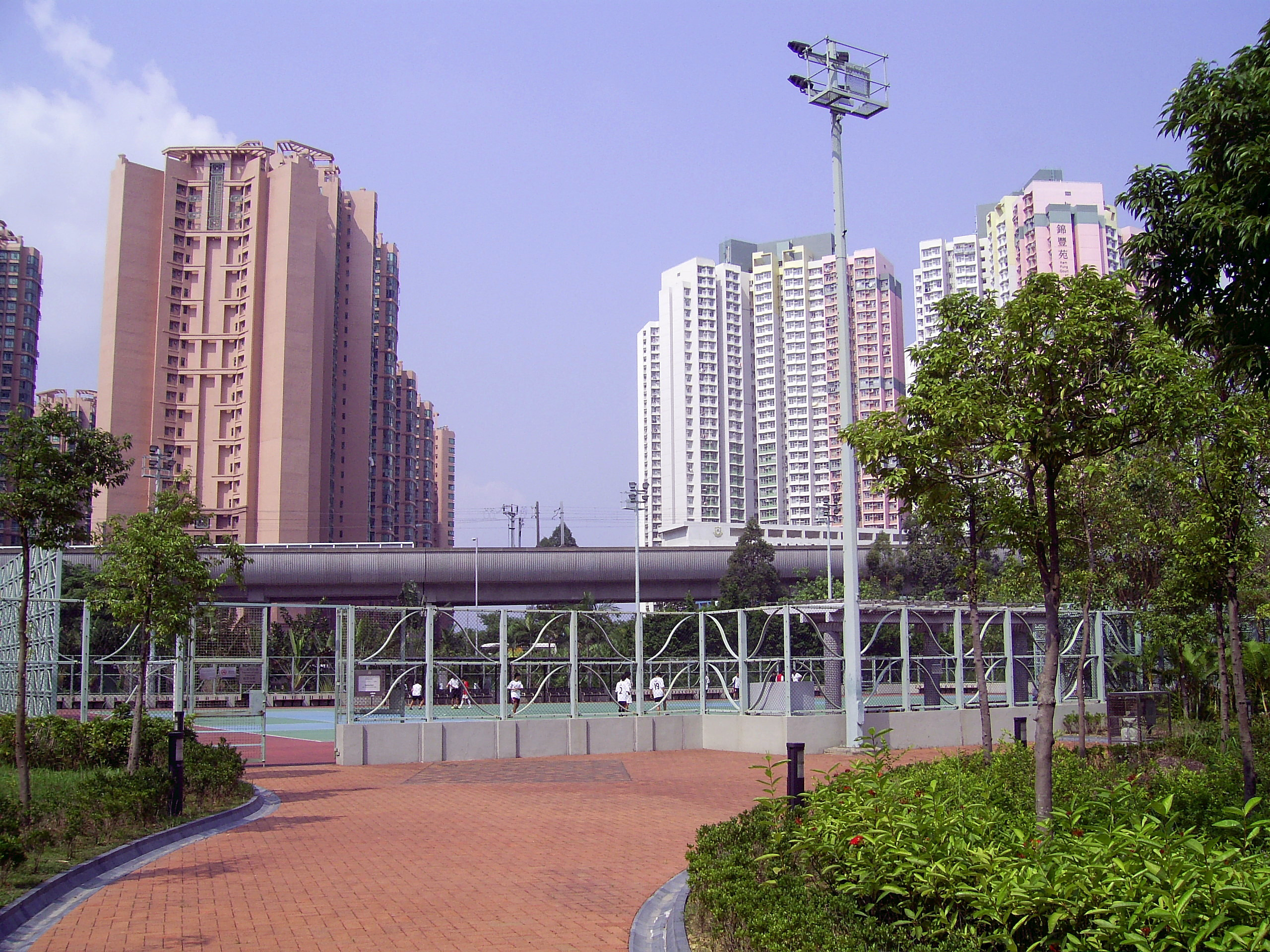
七人小型足球場
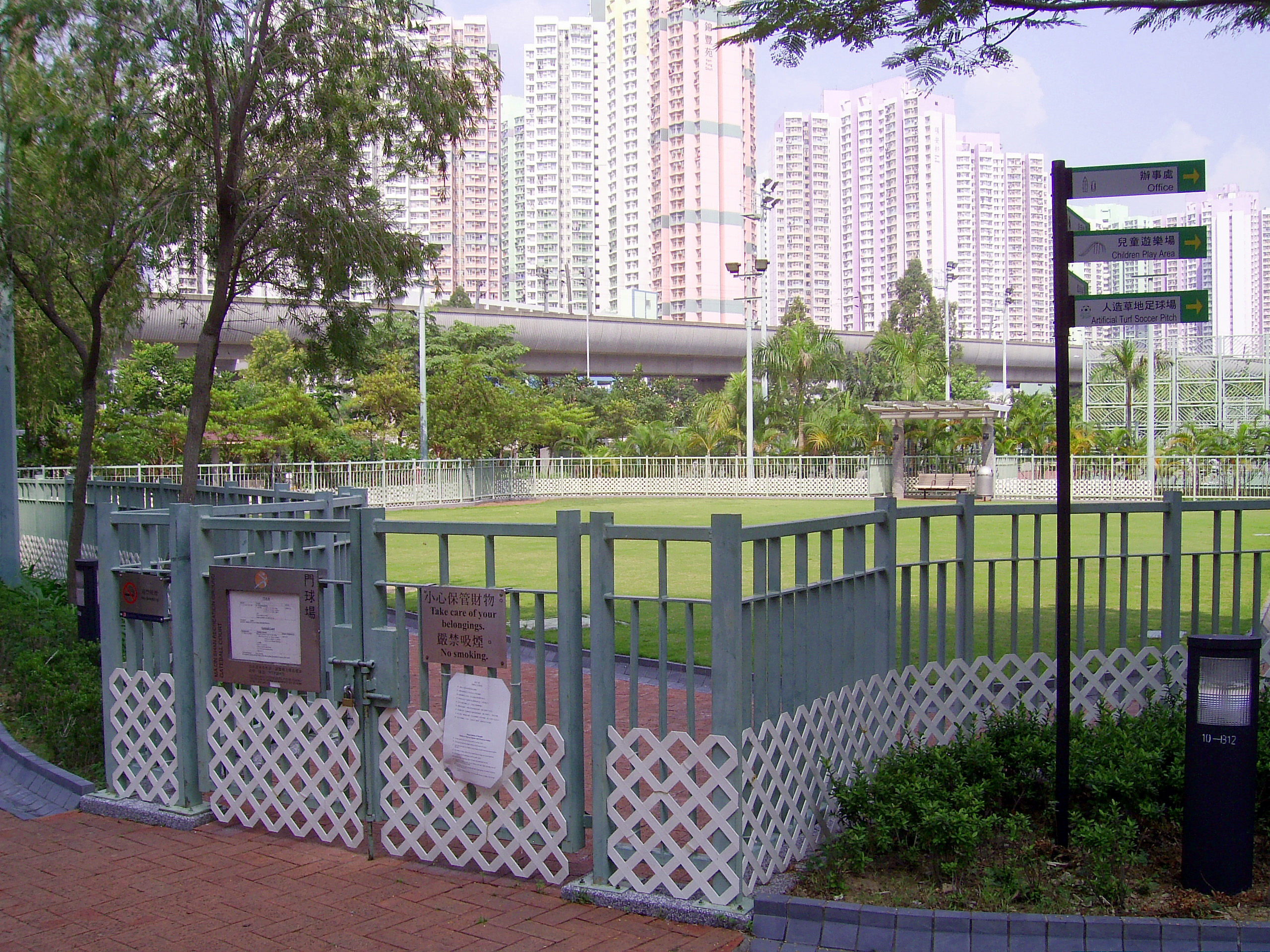
門球場
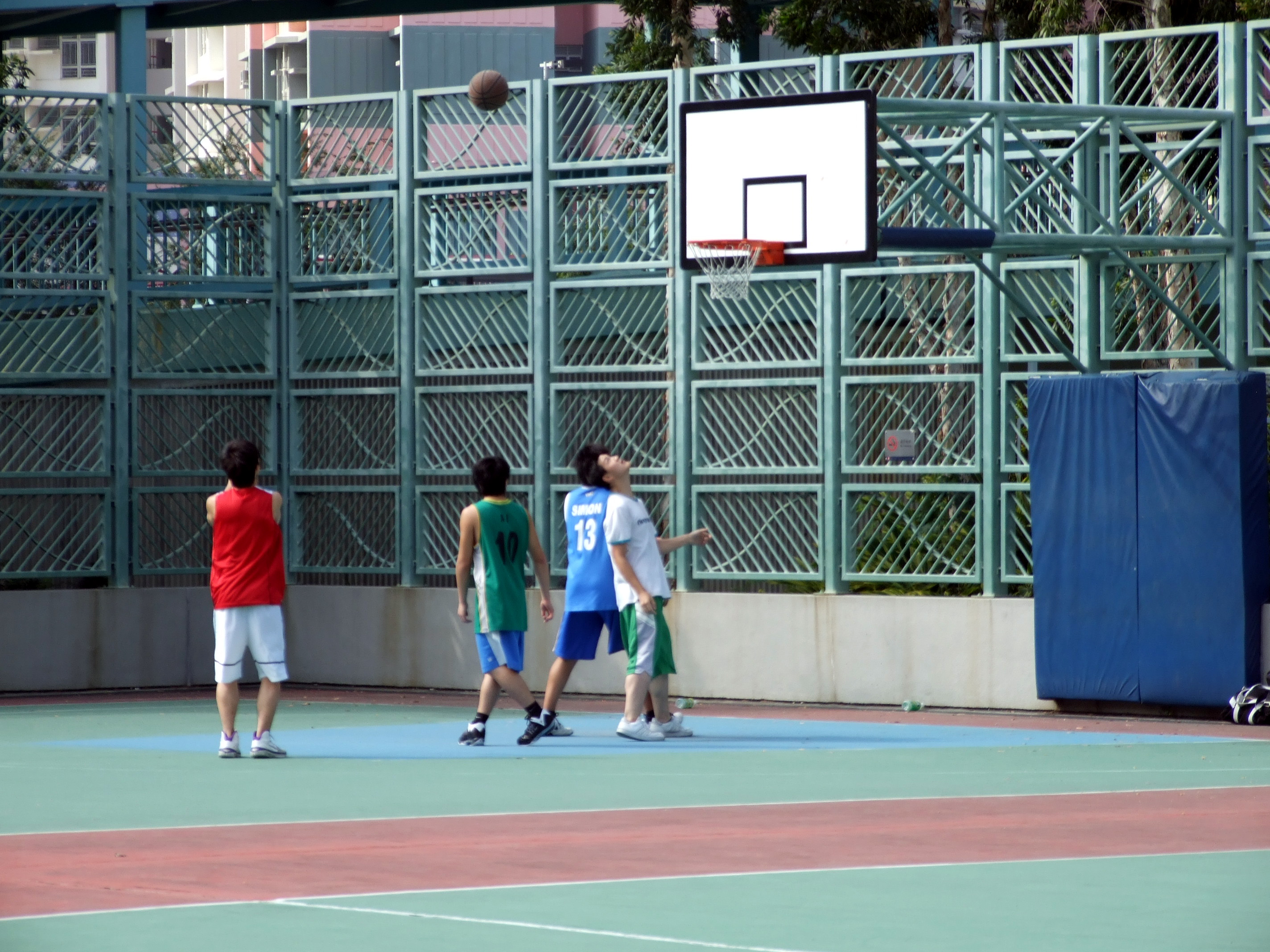
室外籃球場
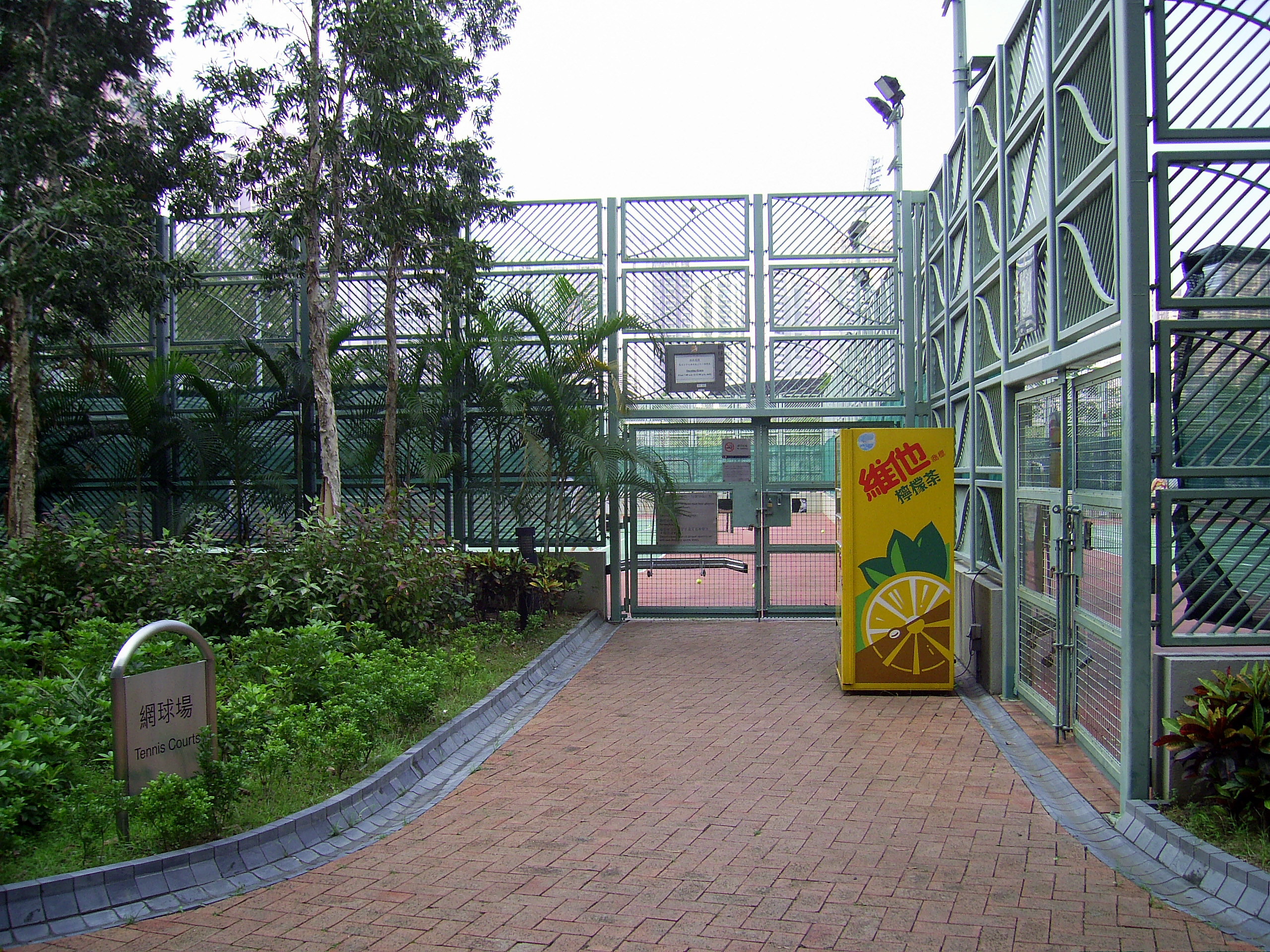
室外網球場
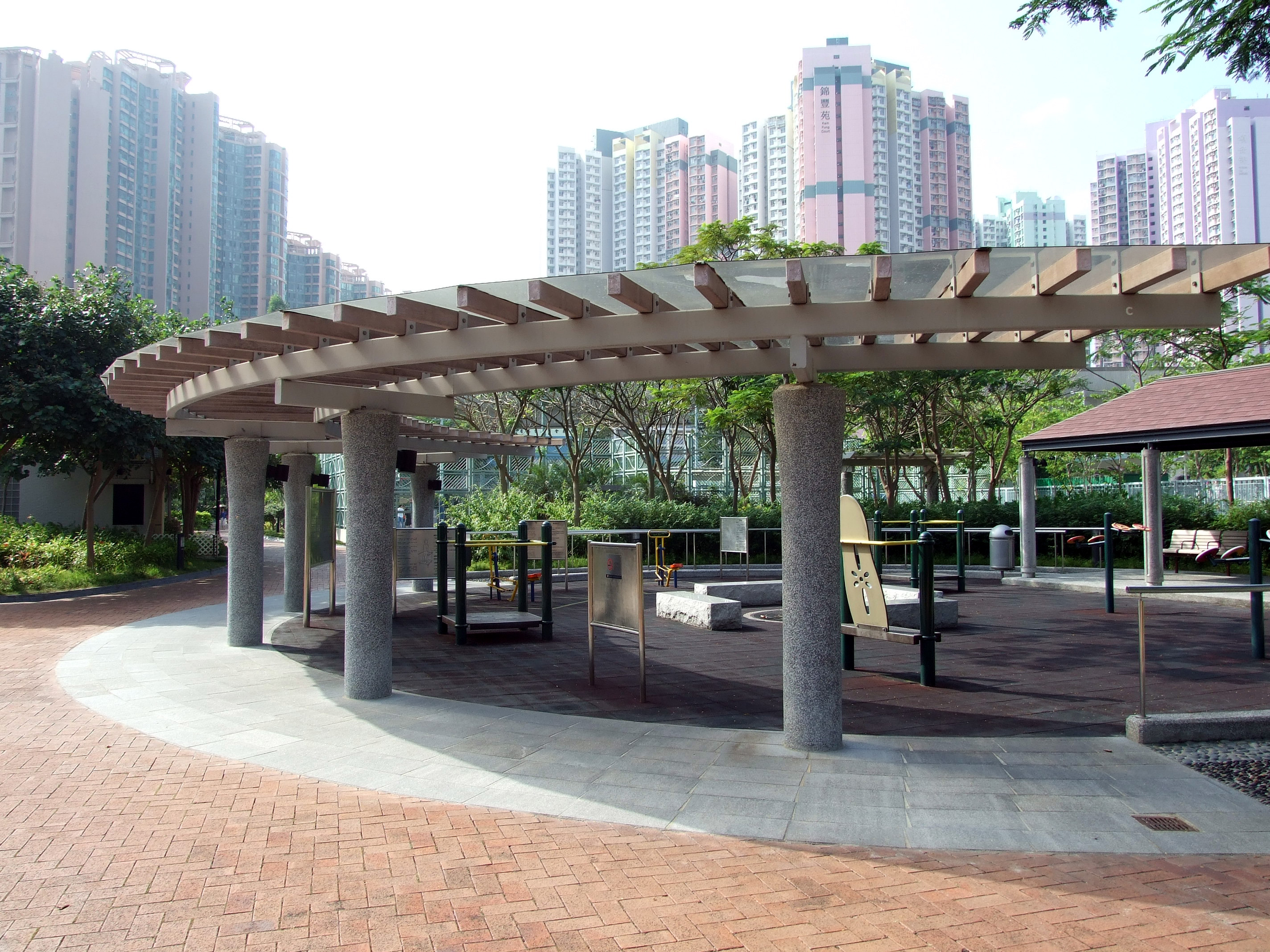
長者健身設施
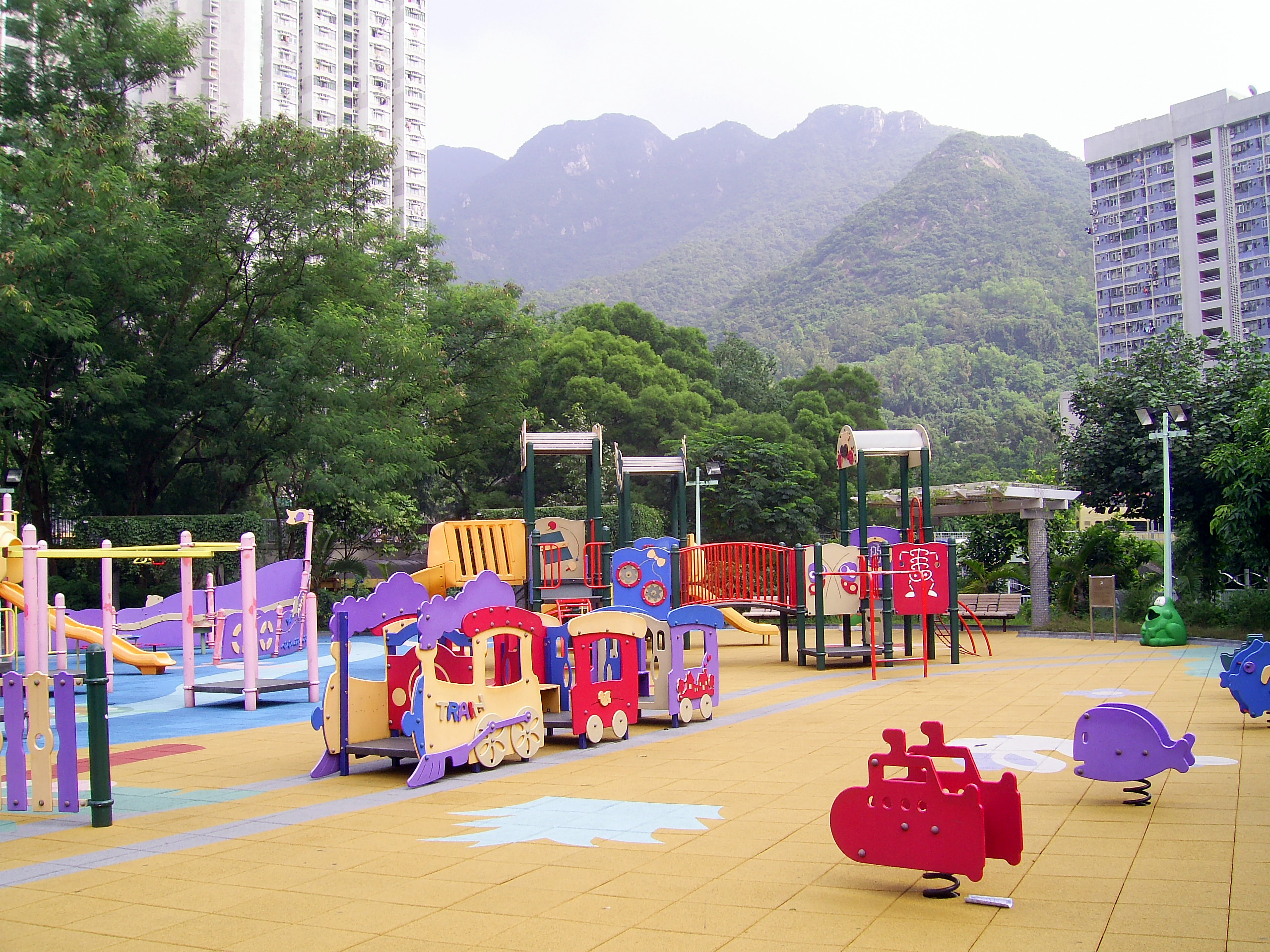
兒童遊樂場

## 開放時間
- 網球場、籃球場及7人硬地足球場的開放時間：每天07:00-23:00
- 11人人造草地足球場的開放時間：每天08:00-23:00

網球場及11人人造草地足球場為收費設施，可透過「生活易」網站、「康體通」電話預訂熱線及訂場處，租訂30天內的設施。籃球場及7人硬地足球場為免費設施，訂場者須前往康文署沙田區康樂事務辦事處辦理手續。

## 禁煙安排
此場地全面禁煙。

## 外部連結
- 康樂及文化事務署：馬鞍山遊樂場

1. ↑   (新闻稿). 政府新聞網. 2004-10-11.